# Narcyz Wiatr
Narcyz Ignacy Wiatr, ps. Zawojna, Władysław Brzoza, Kłonica (ur. 18 września 1907 w Stróżach Niżnych, zm. 21 kwietnia 1945 w Krakowie) − działacz polskiego ruchu ludowego, żołnierz Batalionów Chłopskich i Armii Krajowej, pułkownik.

## Życiorys

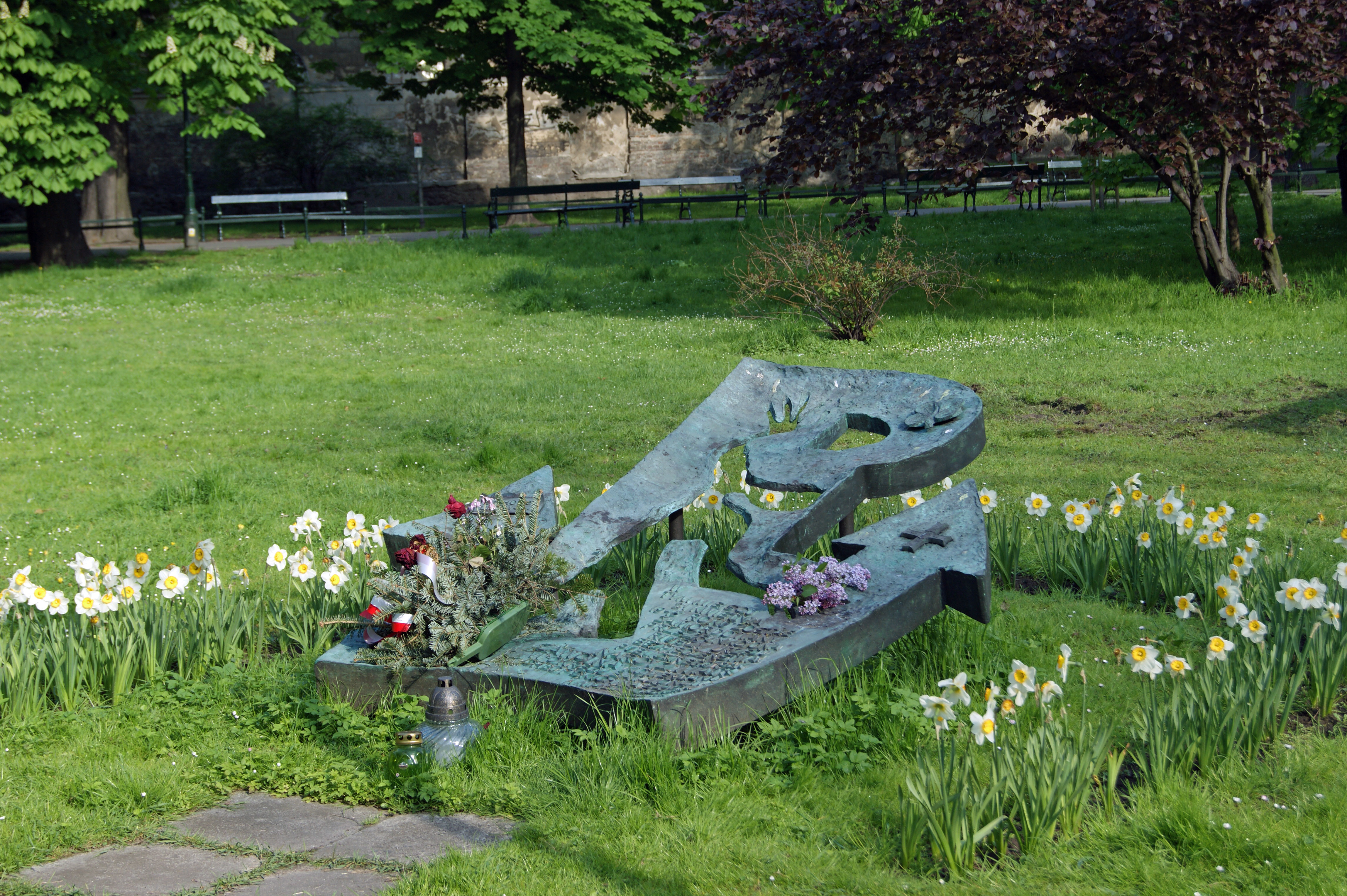
Miejsce śmierci Narcyza Wiatra na Plantach

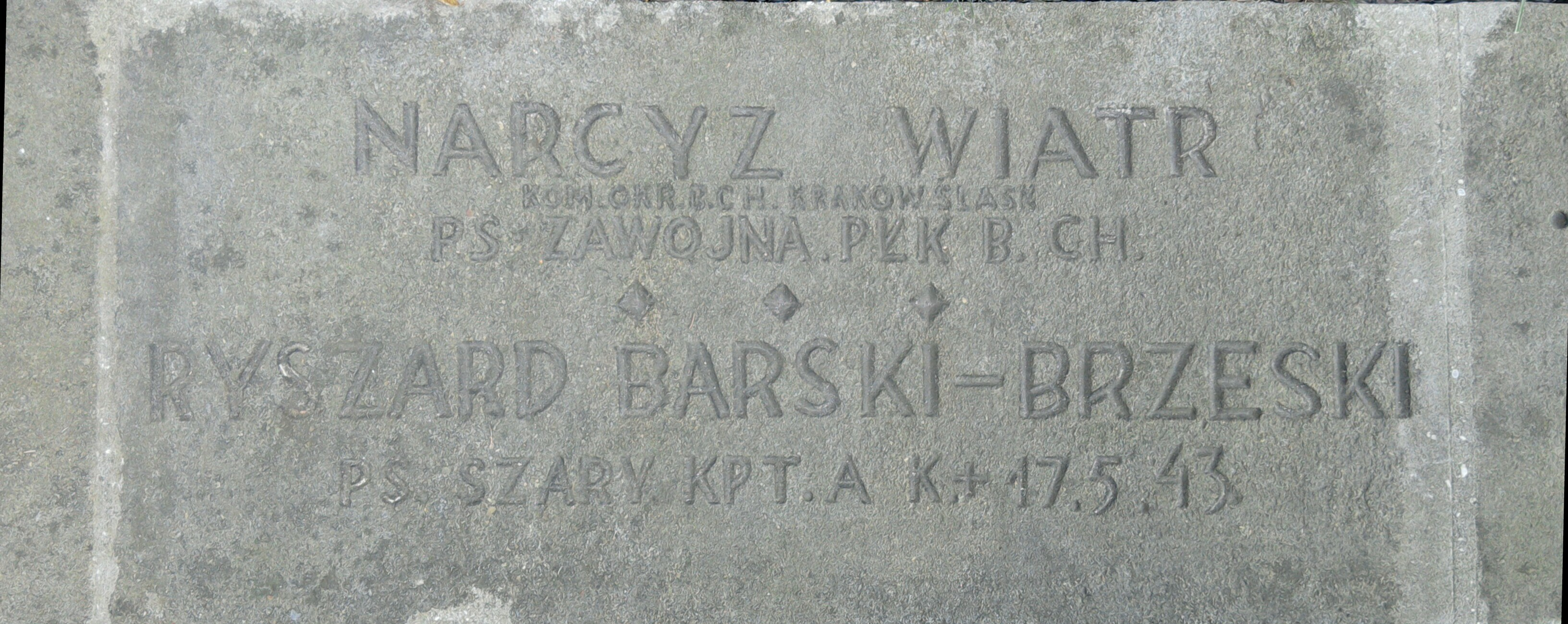
Narcyz Wiatr ps. „Zawojna”, tablica na cmentarzu Rakowickim w Krakowie

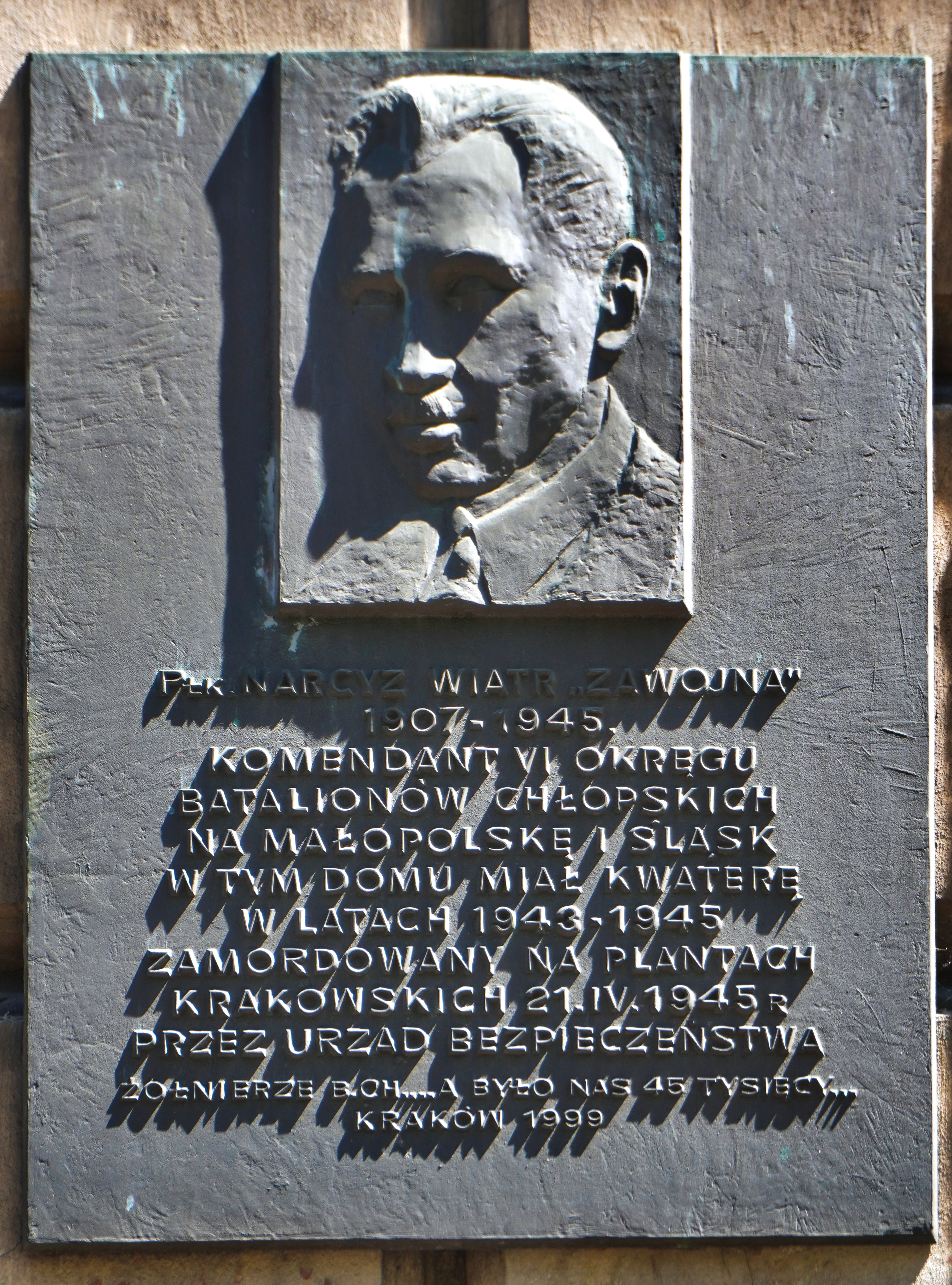
Tablica upamiętniająca płk. Narcyza Wiatra w elewacji kamienicy przy ul. św. Gertrudy 16 w Krakowie

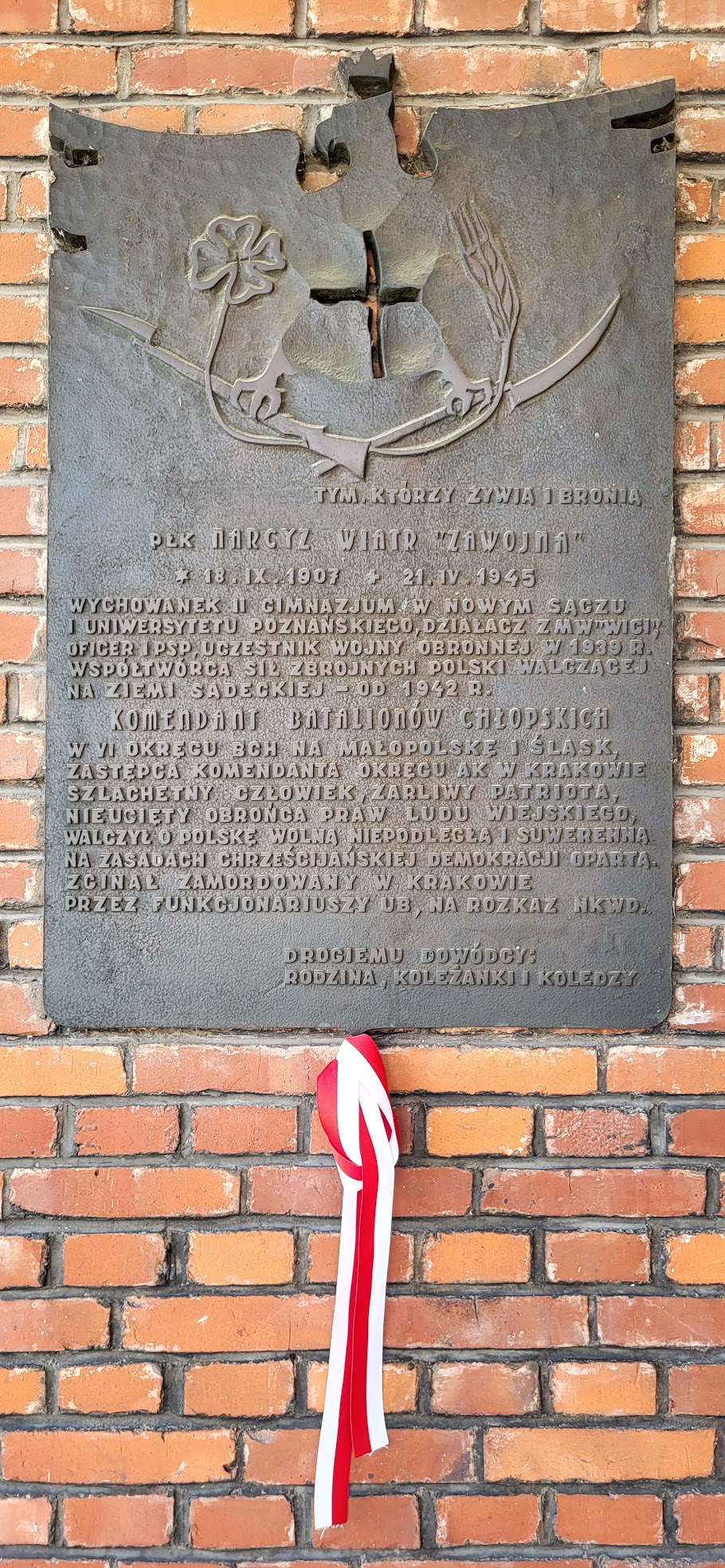
Tablica upamiętniająca na ścianie kościoła św. Kazimierza w Nowym Sączu

Urodził się w rodzinie chłopskiej, jako syn Jana i Marii. W 1928 ukończył Gimnazjum im. Kr. Bolesława Chrobrego w Nowym Sączu. Następnie podjął studia na Wydziale Prawno-Ekonomicznym Uniwersytetu Poznańskiego. W latach 1928−1929 odbył służbę wojskową w Batalionie Podchorążych Piechoty w Krakowie, a następnie w 55 pułku piechoty. W latach 1930−1932 był wiceprezesem, a następnie został prezesem zarządu PAML w Poznaniu. Działał w WZMW. Publikował artykuły w jego miesięczniku Społem. Wziął udział w wiecu Wincentego Witosa w rodzinnych Stróżach, po czym został aresztowany i był więziony przez miesiąc. Ukończył studia w 1934, po czym odbył aplikację adwokacką w Nowym Sączu. W latach 1935−1938 pełnił funkcję sekretarza Rady Naczelnej Związku Młodzieży Wiejskiej Spółdzielnia Oświatowa w Krakowie. W latach 1937−1939 sprawował funkcję prezesa Zarządu Powiatowego tej organizacji w Nowym Sączu. Za zorganizowanie strajku chłopskiego w 1937 w powiecie gorlickim i nowosądeckim został osadzony w obozie w Berezie Kartuskiej na sześć tygodni.
Uczestnik kampanii wrześniowej w stopniu p.por rezerwy, walczył w szeregach 1 Pułku Strzelców Podhalańskich. Po jej zakończeniu organizował podziemne struktury ruchu ludowego − SL „Roch” i ZMW Wici na Nowosądecczyźnie. Współpracował z lokalnymi strukturami PPS w organizacji szlaków przerzutowych na Węgry. W maju 1940 na polecenie Macieja Rataja Narcyz Wiatr zorganizował przerzut do Budapesztu bardzo ważnych dokumentów oraz Ryszarda Świętochowskiego najbliższego współpracownika gen. Władysława Sikorskiego. W 1940 został komendantem Obwodu Batalionów Chłopskich Nowy Sącz. Od 1941 do 1945 komendant Okręgu VI Batalionów Chłopskich na Małopolskę i Śląsk. Od 1943 sprawował funkcję komendanta LSB w Okręgu. W ramach scalenia z AK został zastępcą komendanta Okręgu Krakowskiego Armii Krajowej. Komendant Straży Chłopskiej „Chłostra”. Od 1943 wchodził w skład Okręgowego Kierownictwa Ruchu Ludowego. Współpracował z Tadeuszem Sewerynem, który był kierownikiem miejscowego Kierownictwa Walki Podziemnej. Był wykonawcą wyroków sądów podziemnych. Był inicjatorem akcji dywersyjnych i sabotażowych. Przygotowywał i wspierał przygotowywanie szkoleń wojskowych, ideowo-politycznych i sanitarnych. W lutym 1944 zginął zamordowany przez Gestapo jego brat Alojzy Wiatr, sierpniu 1944 podczas pacyfikacji wsi Wilczyska 8 dalszych członków jego rodziny, w październiku zginął kuzyn Kazimierz Wątróbski. Po tych wydarzeniach Narcyz oświadczył: Trudno, koledzy, gdzie walka, tam ofiary być muszą, lecz utwierdzić się musimy po tych wypadkach w przekonaniu, że po pokonaniu okupanta będziemy musieli podjąć bezwzględną walkę z rodzimą reakcją a zwłaszcza z ludzką podłością i ciemnotą.
Od stycznia 1945 był poszukiwany przez Urząd Bezpieczeństwa. Zamordowany na krakowskich Plantach przez funkcjonariusza Powiatowego Urzędu Bezpieczeństwa Publicznego w Myślenicach Stanisława Paryłę oraz znającego go osobiście innego pracownika myślenickiego UB Jana Tomana. Pośmiertnie został awansowany do stopnia pułkownika.
Do sprawy morderstwa „Zawojny” próbowano powrócić w 1956, rzecz była bezskutecznie badana przez prokuraturę, a akta postępowania zaginęły wkrótce po jego zamknięciu. Jedynym efektem powrotu do sprawy „Zawojny” było przeniesienie jego zwłok z cmentarza Batowickiego na kwaterę partyzancką cmentarza Rakowickiego.

## Odznaczenia
- Krzyż Kawalerski Orderu Virtuti Militari (pośmiertnie)

## Upamiętnienie
- Na krakowskich Plantach upamiętniono miejsce śmierci Narcyza Wiatra.
- W Nowym Sączu 22 czerwca 1990 r. odsłonięto tablicę upamiętniającą na ścianie Kościoła św. Kazimierza w Nowym Sączu[5].
- W 1993 roku odsłonięto tablicę upamiętniającą Narcyza Wiatra na budynku Szkoły Podstawowej w Stróżach.
- Imię Narcyza Wiatra noszą ulice w Krakowie i Nowym Sączu[6] oraz szkoła podstawowa w Gostwicy[7].
- 11 listopada 2013 na „Starym cmentarzu” w Nowym Sączu, przy al. Wyzwolenia, odsłonięto pomnik ku czci Narcyza Wiatra[8].